# Vigonzone
Vigonzone è una frazione, di 1 006 abitanti, del comune italiano di Torrevecchia Pia (provincia di Pavia) posta a sudest del centro abitato, verso Valera Fratta. Costituì un comune autonomo fino al 1872.

## Storia
Vigonzone è un piccolo centro abitato di antica origine e sede di parrocchia, per lungo tempo legato al territorio milanese nell'antica Pieve di San Giuliano. Al censimento del 1751 la località fece registrare 700 residenti, scesi a 647 nel 1805. Spostato sperimentalmente nella Provincia di Pavia nel 1786, lo fu definitivamente nel 1815. Centro agricolo, non diede segni di particolare crescita col passare degli anni, tanto da essere ancora fermo sui 679 abitanti nel 1853, e sui 687 nel 1861. Dopo che il censimento del 1871 non riportò che 723 anime, il governo italiano ne decise l'annessione alla vicina Torrevecchia Pia.

## Monumenti e luoghi d’interesse

### Architetture religiose
La Chiesa di Sant’Astanzio e Antoniano è sede di una parrocchia ex milanese pluri-centenaria. 

## Infrastrutture e trasporti
- Strada Provinciale ex Strada Statale 412 della Val Tidone